# 除暴特勤隊
除暴特勤隊（英語：Special Tactical Unit），簡稱除暴隊，是中華民國警察中央級的戰術單位，隸屬內政部警政署刑事警察局，主要負責重大刑案攻堅、緝毒、詐騙、肅槍、掃蕩黑幫犯罪等任務，於2017年12月由刑事局警備隊特勤隊改制成立。

## 單位沿革
刑事局除暴特勤隊為內政部警政署下轄刑事警察局直屬特勤隊，前身為刑事警察局警備隊特勤（分）隊。
2017年（民國106年），時任刑事局局長劉柏良先生因應當年訂定之「除暴專案」掃除暴力犯罪專案，以及依據行政院國土安全辦公室頒訂“國土安全事件通報流程”中重大人為危安事件處置所需的對策，認為刑事局為中央最高的刑事單位，應具備直屬的先進戰術單位，即指示以短程更名、中程執行勤務及更換先進武器裝備、遠程正式法制化獨立編制等目標掛牌值更。
成軍典禮一次展示3種特勤服（深藍色、綠色、多地形迷彩），分別為傳統夜間攻堅裝、山區緝毒裝、狙擊任務裝等搭配不同環境背景運用。
2017年12月25日，除暴特勤隊揭牌成立，分設山區緝毒組、狙擊行動組、攻堅圍捕組，由田哲夫出任首任除暴隊隊長。

## 隊員組成
除暴特勤隊骨幹成員為維安轉任或具特殊任務警力資格警員。因刑事警察局單位特性，組織結構不同於一般地方警察局以警員為主金字塔、多數為中階二線二星（第八序列）警正偵查員，一線三星（第十一序列）警員人數稀少。新進隊員來源除少數局內行政警員自願參加由警政署定期舉行的特殊任務警力培訓外，多數成員由其他警察單位現役特勤警察，或具特警資格人員、應歷次徵調而報名徵選，經體能、戰術、射擊、徒手戰技等測驗評比後擇優晉用。

## 單位特性
由於刑事警察局屬於內政部警政署刑事業務特勤幕僚單位，任務範圍以全國及境外犯罪為主，國內外所有刑事案件皆能偵辦（境外案件設有國際刑警科），支援各偵查單位案件或突發社會矚目重大事件。除暴特勤隊因應此情形設有QRS（Quickly Response Squad）快速反應小組。
除暴隊目前由三個攻擊隊組成（Alpha、Bravo 、Charlie)下含各任務分組：

### 攻擊組
突入目標實施攻擊任務RAID。

#### 盾牌手
負責持盾掩護隊友。除攜帶Glock 19或P226R手槍外，必要時盾牌手會以主武器還擊，故亦攜帶MK-18突擊步槍或衝鋒槍。

#### 步槍手
常由指揮人員兼任，負責火力壓制，攜帶MK-18突擊步槍及Glock 19或P226R手槍、震撼彈或沙豹辣椒手榴彈。

#### 破門手
負責破門時操作破門器具，突入時兼任步槍員，攜帶MK-18突擊步槍及Glock 19或P226R手槍、震撼彈或沙豹辣椒手榴彈，破門前另攜帶衝門槌或油壓撐開器。

#### 支援手
背負5.11 SET重型破門背包及攜帶M870破門散彈槍，負責破門槍操作，攜帶Glock 19或P226R手槍，並支援40厘米榴彈槍及各式彈種。

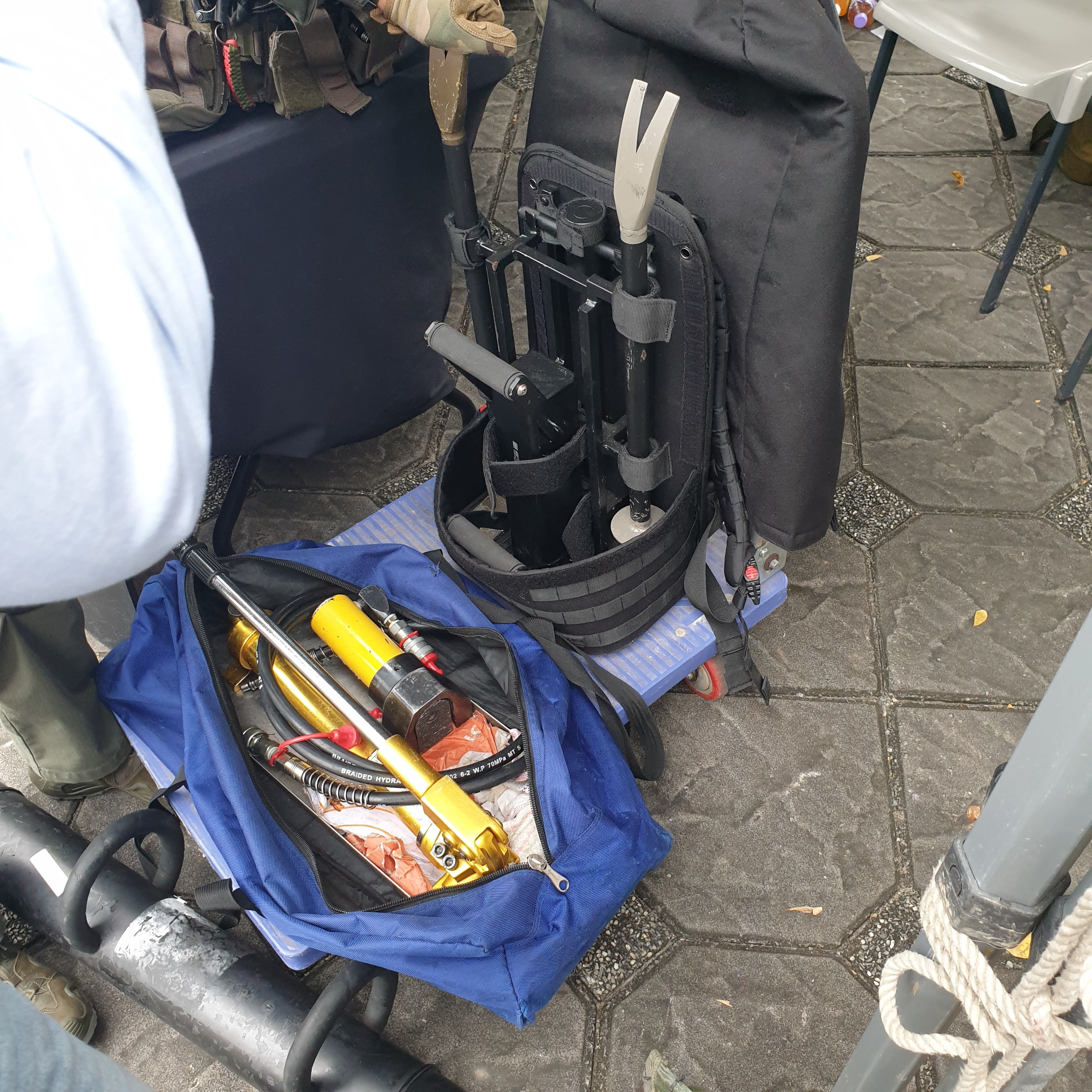
由除暴特勤隊所使用之破門錘,油壓開門器,511破門器材組(左至右)

### 狙擊組
負責操作SSG2000狙擊槍，掩護攻擊組，攜帶Glock 19或P226R手槍。

## 參與案件

### 除暴特勤隊時期

#### 2021年
- 台東民宿詐騙機房案[3]
- 桃園製毒工廠案[4]
- 拘提天道盟美鷹會首腦[5]
- 破獲松山之亂幕後集團[6]
- 詐欺房案[7]
- 詐賭、恐嚇、勒索黑幫案[8]

#### 2020年
- 破獲天道盟太陽會集團[9]
- 新莊詐騙機房案[10]

#### 2019年
- 桃園二手車行持槍挾持案[11]
- 拘提連千毅到案[12]
- 專騙美華人! 詐騙集團見警上門"王水"滅證[13]
- 擁「機械背景」嫌犯懂改槍 上萬元改造槍枝翻4倍賣[14]
- 緝捕豪宅大盜張朝亮[15]
- 假冒刑警到住家洗劫財物 警逮天道盟分子[16]

#### 2018年
- 除暴特勤隊荷槍攻堅 詐騙首腦僅24歲[17]
- 美籍男家暴女友遭台通緝 警方調查竟發現是美國通緝犯[18]
- 地下兵工廠藏社區 退役陸戰兵獨自經營[19]
- 假公安騙中國人 台日警方聯手破獲[20]
- 永和分屍案主嫌孫武生押解回台[21]

#### 2017年
- 除暴特勤隊首役捷報 逮擁槍通緝犯[22]

### 刑事局霹靂小組時期
- 獵龍專案
- 新店汽車旅館槍擊[23]

## 未來發展
除暴特勤隊目前組織編制仍隸屬內政部警政署刑事警察局警備隊下之任務編組，尚未獨立組織化。目前正朝著獨立組織編制方向努力。

## 格言由來
除暴隊每次收勤必然實施AAR(After Action Report)行動後檢討，針對破門操作、人員走位、武力使用、裝備運用等情形利用各員密錄器所攝得影片實施剖析檢討。嚴格尋找缺失並改進的隊風，是為了保護面對高風險、高出勤機率的隊員，唯有改進到完美：以最快速的破門、無堅不摧的走位及武力運用等技術才是不二法門，固有此格言。其訓練內容也會因應各場攻堅心得而調整，甚至不惜推倒重來。從不少新聞畫面可看出，僅隔一年間的除暴隊攻堅方式或人員裝備有其差異。
有不少聲音詢問為何不以“除暴安良”作為格言。因隊名確實淵源於此，但作為全國刑事警察的共同格言，除暴隊多數同仁認為不可掠人之美。故以除惡務盡一詞修改而成中文部分的格言，顯現該隊與刑事偵查單位之間緊密的合作性。

## 已知裝備

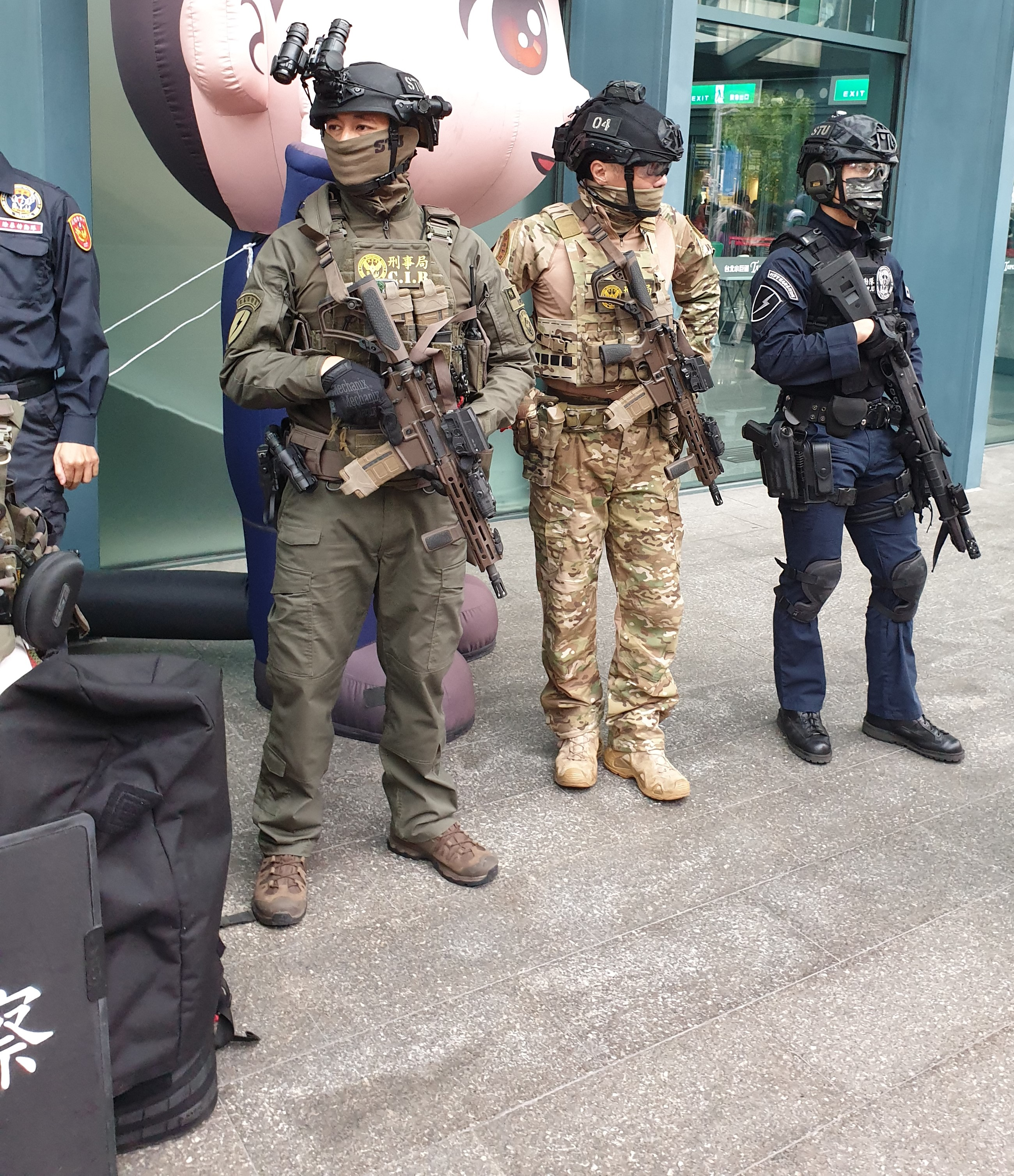
除暴特勤隊員全裝展示，因規定較人性化，只要確保不影響任務進行，可使用自購裝備，如附圖中間隊員使用SPC背心。

### 個人武器

#### 手槍
| 武器名稱           | 原產地 | 備註       |
| ------------------ | ------ | ---------- |
| Walther PPQ M2 NPA | 德国   | 客製化版本 |
| SIG Sauer P226     | 德国   | -          |
| 克拉克17           | 奥地利 | 第3代型號  |
| 克拉克19           | 奥地利 | 第3代型號  |

#### 衝鋒槍
| 武器名稱    | 原產地 | 備註 |
| ----------- | ------ | ---- |
| HK MP5A5    | 德国   | -    |
| IMI迷你烏茲 | 以色列 | -    |

#### 突擊步槍
| 武器名稱 | 原產地 | 備註 |
| -------- | ------ | ---- |
| M16A2    | 美国   | -    |
| M4A1     | 美国   | -    |
| DD Mk 18 | 美国   | -    |

### 小組武器

#### 狙擊步槍
| 武器名稱     | 原產地 | 備註 |
| ------------ | ------ | ---- |
| SIG SSG 2000 | 瑞士   | -    |

#### 散彈槍
| 武器名稱  | 原產地 | 備註 |
| --------- | ------ | ---- |
| 雷明登870 | 美国   | -    |

#### 榴彈發射器

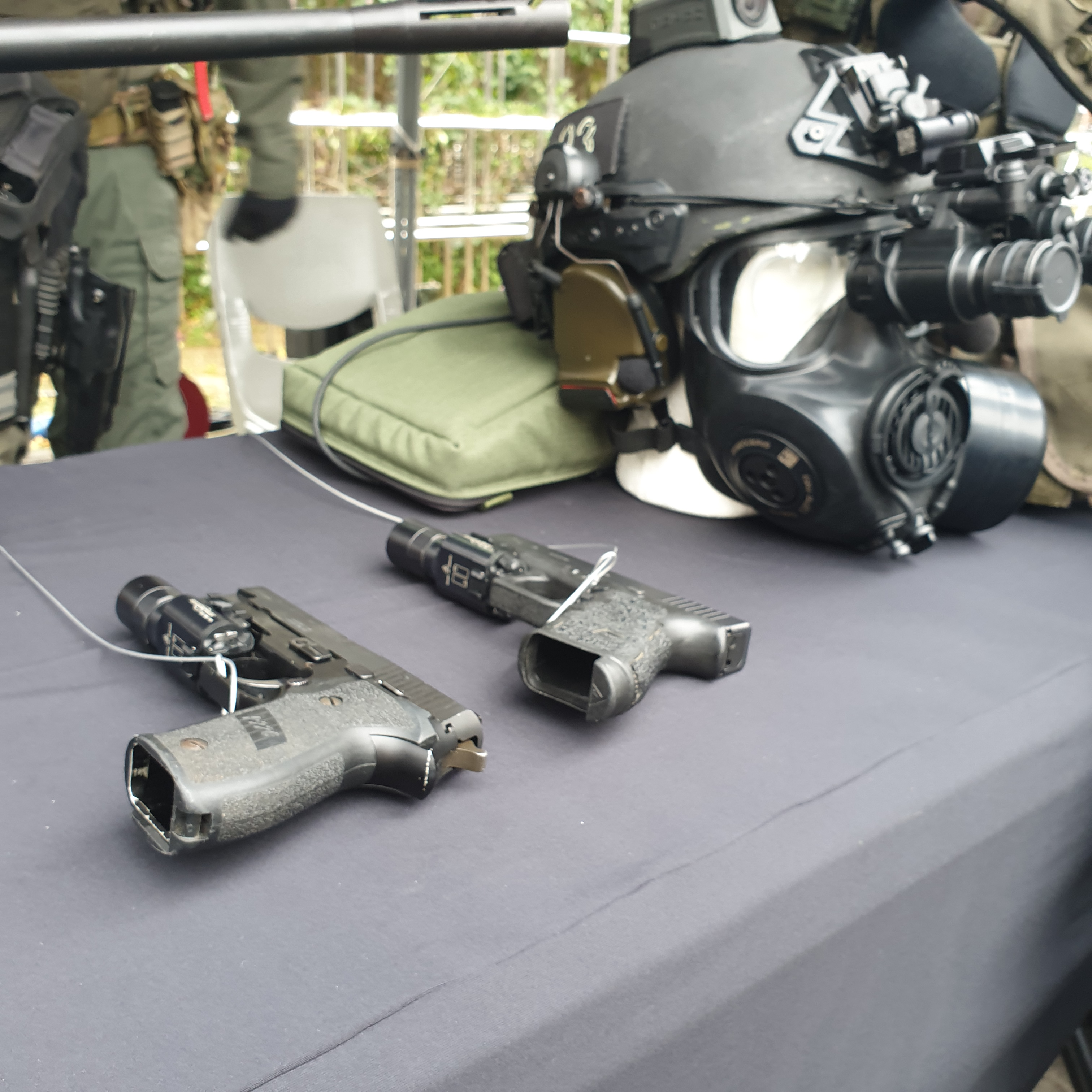
除暴特勤隊所使用之P226 GLOCK19手槍與頭盔(左至右)

| 武器名稱  | 原產地 | 備註 |
| --------- | ------ | ---- |
| B&T GL-06 | 瑞士   | -    |

### 所屬車輛

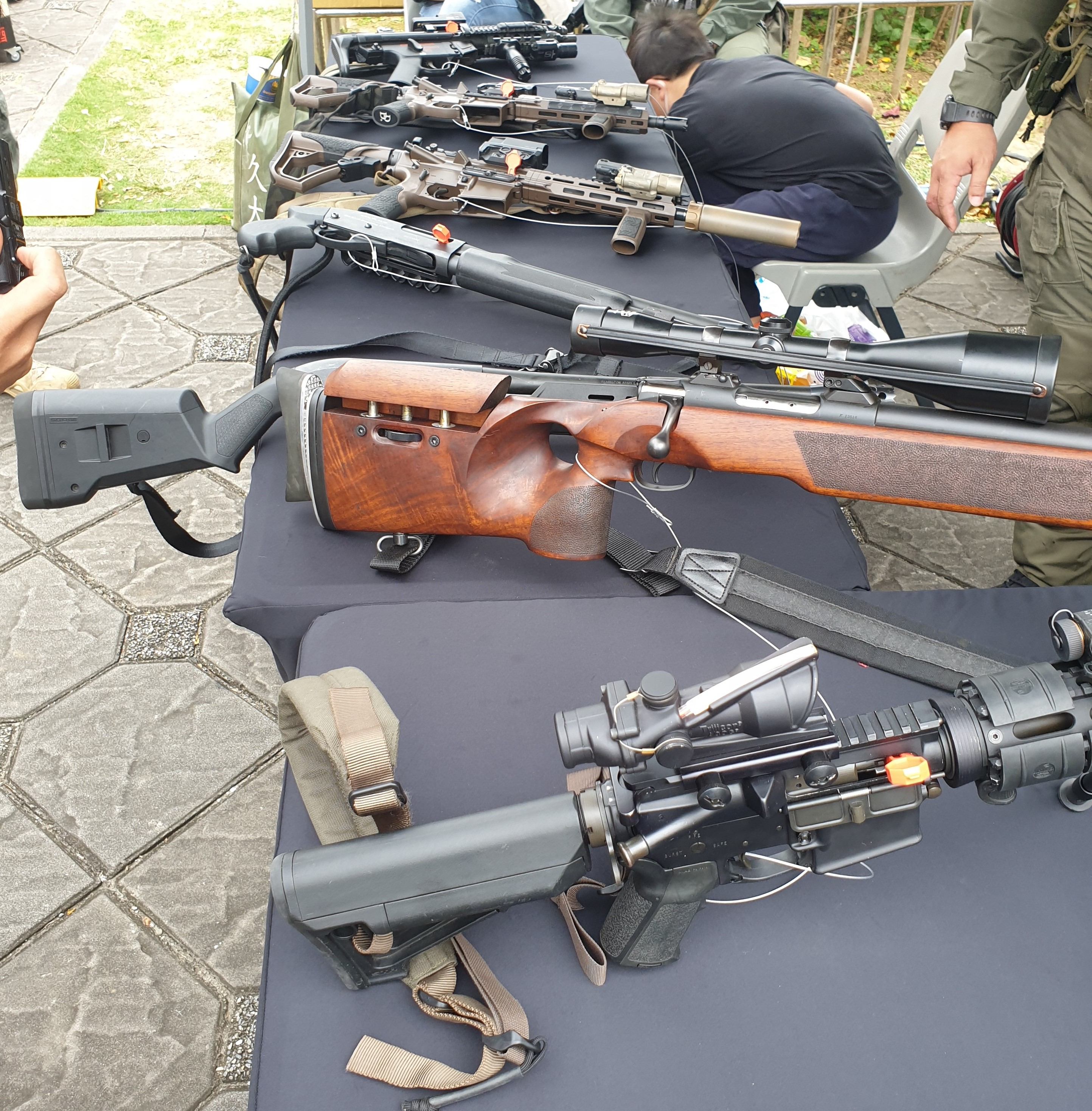
由除暴特勤隊所使用之武器，上到下分別為MP5、Daniel Defence MK18、破門用Remington M870、SIG SSG 2000、M4

- 各式偵防車

### 個人裝備類
光學類
- 手電筒
- Surefire戰術槍燈
- 密錄器
- VORTEX UH-1 Gen2全息快瞄器
- Elbit F5032雙筒夜視鏡
- L3-PEQ-15雷射指引器

通訊類
- 無線電話機（含收、發式抗噪耳機）

人身部品類
- 深藍色、綠色、多地形迷彩操作服
- Safariland NIJ 0101.06 III+級抗步槍彈插板，全能應用 懲戒者 綠色模組化戰術外襯背心
- Team Wendy EXFIL戰術頭盔
- 警政署署發 NIJ 0101.04 IIIA級軟式抗彈背心
- 戰術手套
- 護目鏡
- 護膝
- 護肘
- AVON M53防毒面具
- 警銬
- 警笛
- 鋼質伸縮警棍（結合破窗尾蓋）
- 防護型噴霧器
- 瑞士刀（多功能刀具組）
- 個人緊急醫療包（含幾丁聚醣止血敷料、以色列繃帶）
- CAT gen7 止血帶

### 小組裝備類
- 雷射測距儀
- 望遠鏡
- 防彈盾
- 裝備攜行袋
- 攀降裝備組
- 突擊伸縮鋁梯
- 破門器具
- 5.11 SET 背包式破門組
- Makita電動圓盤切割器、軍刀鋸
- 震撼彈
- LIBERVIT blackline電動液壓組